# Melfort

Melfort é uma cidade do Canadá, província de Saskatchewan. Sua área é de 14.78 km², e sua população é de 5,559 habitantes (do censo de 2001).